# Odynerus flexilis
Odynerus flexilis är en stekelart som beskrevs av Giordani Soika. Odynerus flexilis ingår i släktet lergetingar, och familjen Eumenidae. Inga underarter finns listade i Catalogue of Life.